# Карташевская
Карташе́вская — посёлок в Гатчинском муниципальном округе Ленинградской области.

## Название
Своё название посёлок получил в честь Н. Т. Карташевской, сестры писателя С. Т. Аксакова. Карташевская была владелицей соседнего имения Кобрино.

## История

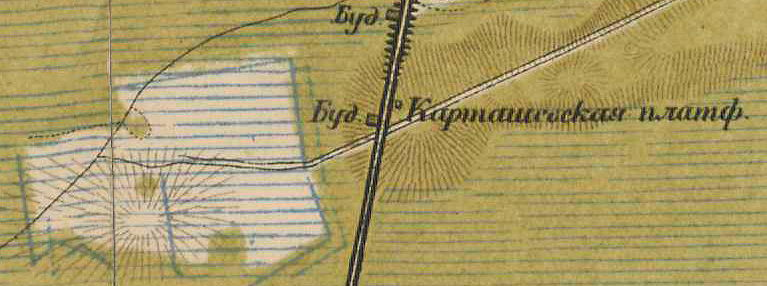
Осушенные земли будущего посёлка Карташевская на карте 1885 года

Согласно материалам по статистике народного хозяйства Царскосельского уезда 1888 года имение Новые Маргусы площадью 950 десятин принадлежало купцам А. М. и Р. Г. Виленкиным, оно было приобретено в 1883 году за 20 000 рублей. Охоту и 6 дач хозяева сдавали в аренду.

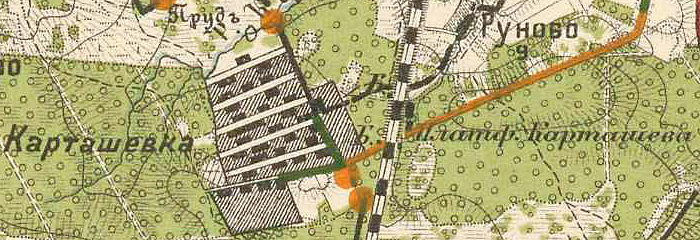
План дачного посёлка Карташевка. 1913 год

Посёлок возник в начале XX века в связи с развитием дачных местностей вдоль полотна Варшавской железной дороги. Одним из первых землевладельцев был В. Б. Фредерикс. Сейчас его двухэтажное здание сохранилось на Клубной улице.
С 1917 года посёлок Карташевка учитывался в составе Карташевского сельсовета Гатчинской волости Детскосельского уезда.
С 1922 года — в составе Поселкового сельсовета.
Согласно данным переписи населения СССР 1926 года в посёлке Карташевская Поселковского сельсовета Троцкой волости Троцкого уезда проживал 261 человек, большинство русские.
С 1928 года — в составе Прибытковского сельсовета.
1 мая 1930 года посёлок был преобразован в дачный посёлок.

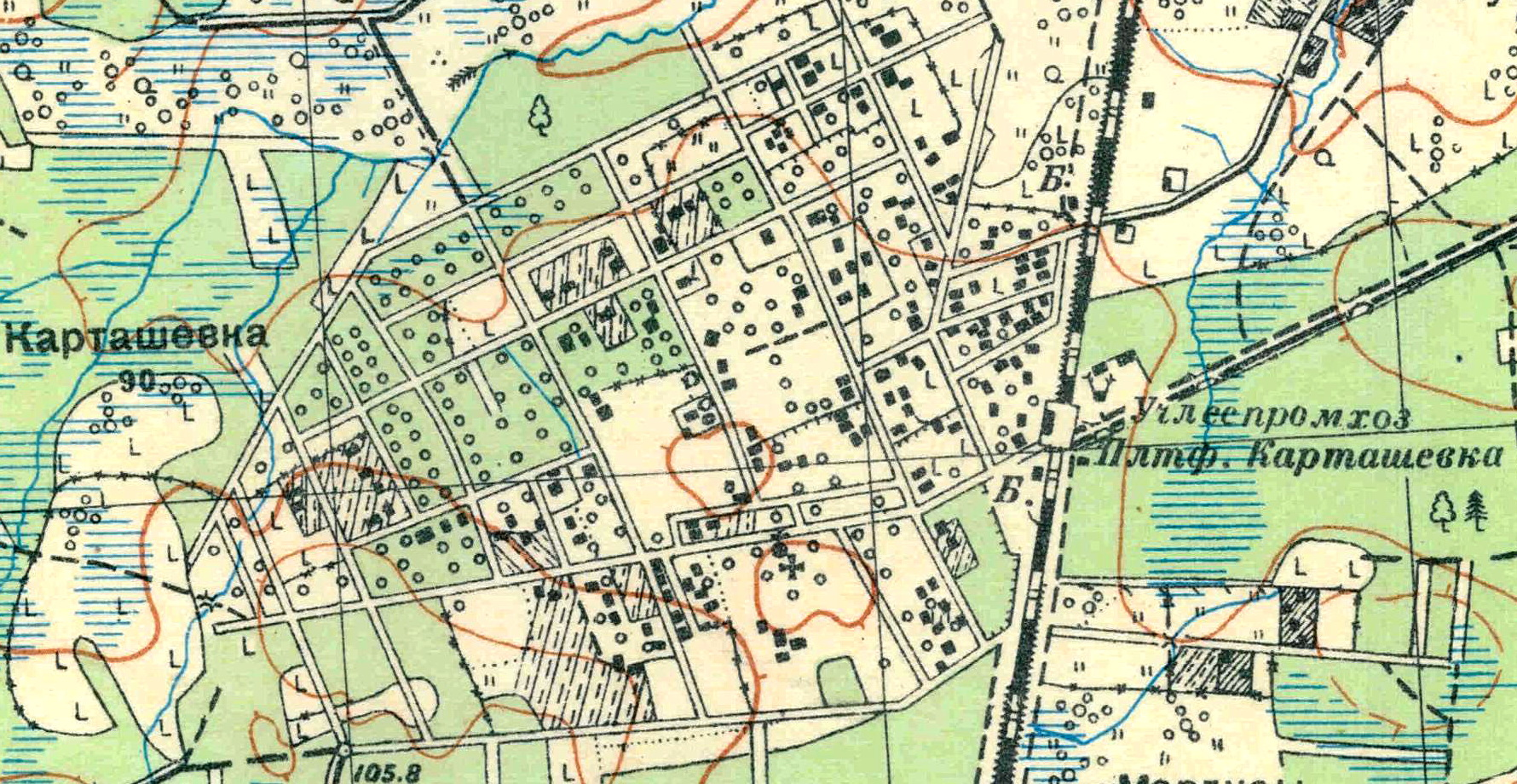
План дачного посёлка Карташевка. 1931 год

Согласно топографической карте 1931 года посёлок насчитывал 90 дворов.
По административным данным на 1 января 1935 года в дачном посёлке Карташевка проживало 689 человек.
Посёлок был освобождён от немецко-фашистских оккупантов 29 января 1944 года.
В 1958 году население посёлка составляло 1217 человек.
По данным 1966, 1973 и 1990 годов посёлок Карташевская находился в административном подчинении Кобринского поселкового совета.
В 1997 году в посёлке проживал 531 человек, в 2002 году — 497 человек (русские — 83 %), в 2007 году — 497, в 2010 году — 514 человек.
7 октября 2009 года был открыт поселковый клуб. Несколько лет назад здание клуба было практически уничтожено в результате пожара и сейчас произведена его полная реконструкция.

### Новые Маргусы
Деревня Новые Маргусы учитывается областными административными данными с 1 января 1945 года. В 1950 году население деревни составляло 83 человека, в 1958 году — 222 человека.
В 1971 году, согласно п. 7к решения исполкома Ленинградского Совета депутатов трудящихся от 31 декабря 1970 года № 604, деревня Карташевское Лесничество и деревня Новые Маргусы были присоединены к посёлку Карташевская (в отличие от соседней деревни Маргусы, оставшейся самостоятельным населённым пунктом). Новые улицы получили следующие названия: Средний проспект, Лесная, Октябрьская и Юбилейная.

## География
Посёлок расположен в центральной части Гатчинского района на автодороге 41К-221 (подъезд к пл. Карташевская).
Расстояние до административного центра поселения, посёлка Кобринское — 4,5 км.
Посёлок находится на правом берегу реки Кобринки, притока Суйды. У посёлка на реке сделана запруда.

## Демография
| 2007 | 2010 | 2014 | 2017 |
| ---- | ---- | ---- | ---- |
| 497  | ↗514 | ↗556 | ↘536 |

### Национальный состав
Согласно данным Всероссийской переписи населения 2021 года в посёлке проживали 610 человек, из них:
русские — 448, цыгане — 29, молдаване — 8, украинцы — 6, белорусы — 5, армяне — 4, таджики — 3, татары — 3, финны — 2, азербайджанцы — 1, евреи — 1, марийцы — 1, немцы — 1, другие национальности — 3 человека, остальные национальность не указали.

## Достопримечательности
Основной достопримечательностью посёлка была церковь святых апостолов Петра и Павла (адрес: Красная ул., д. 28), построенная в 1913 году в память 300-летия царствующего дома Романовых по проекту архитектора Н. И. Котовича. С 1939 года она перестала действовать, а 28 апреля 1940 года закрыта официально постановлением Леноблисполкома. В марте 1941 года в здании открылся поселковый клуб, из-за чего проходящая рядом улица стала называться Клубной. В 1995 году Петропавловскую церковь возродили, позже на ней установили колокола. Однако в феврале 2006 года церковь сгорела, после чего богослужения стали совершаться в деревянном здании трапезной, построенной в 2005 году, переоборудованной под храм.
Также в Карташевской сохранилось несколько дач оригинальной архитектуры:
- дача певца Народного артиста СССР Н. К. Печковского (Железнодорожный переулок, 2; сгорела 19 января 2025 года[24][3])
- гостевая дача Н. К. Печковского (Железнодорожная улица, 1)
- дача (Железнодорожная улица, 3)
- дача фрейлины при дворе Александра III М. К. Розенталь (Зелёная улица, 57)
- дача А. А. Ланского (улица Некрасова, 4)
- дача инженера Шабалина (Зелёная улица, 34)
- дом барона Фредерикса (Клубная улица, 5)

В посёлке в советское время работал дом отдыха петербургских писателей (Красная улица, 51).
В советское время в центре Карташевской на Красной улице (угол с Зелёной улицей) построили белокирпичный одноэтажный магазин, построенный в 1968 году. В техпаспорте он имеет название «Нежилое здание (магазин № 6 и № 7, помещение АТС)».
В советское время в посёлке действовали две школы. Одна, начальная, на перекрёстке Зелёной улицы и улицы Пионеров (сейчас — двухэтажный частный дом), другая, старшая, состоявшая из двух зданий, — в парке на углу Советской улицы и улицы Горького (сгорела в начале 1980-х годов).

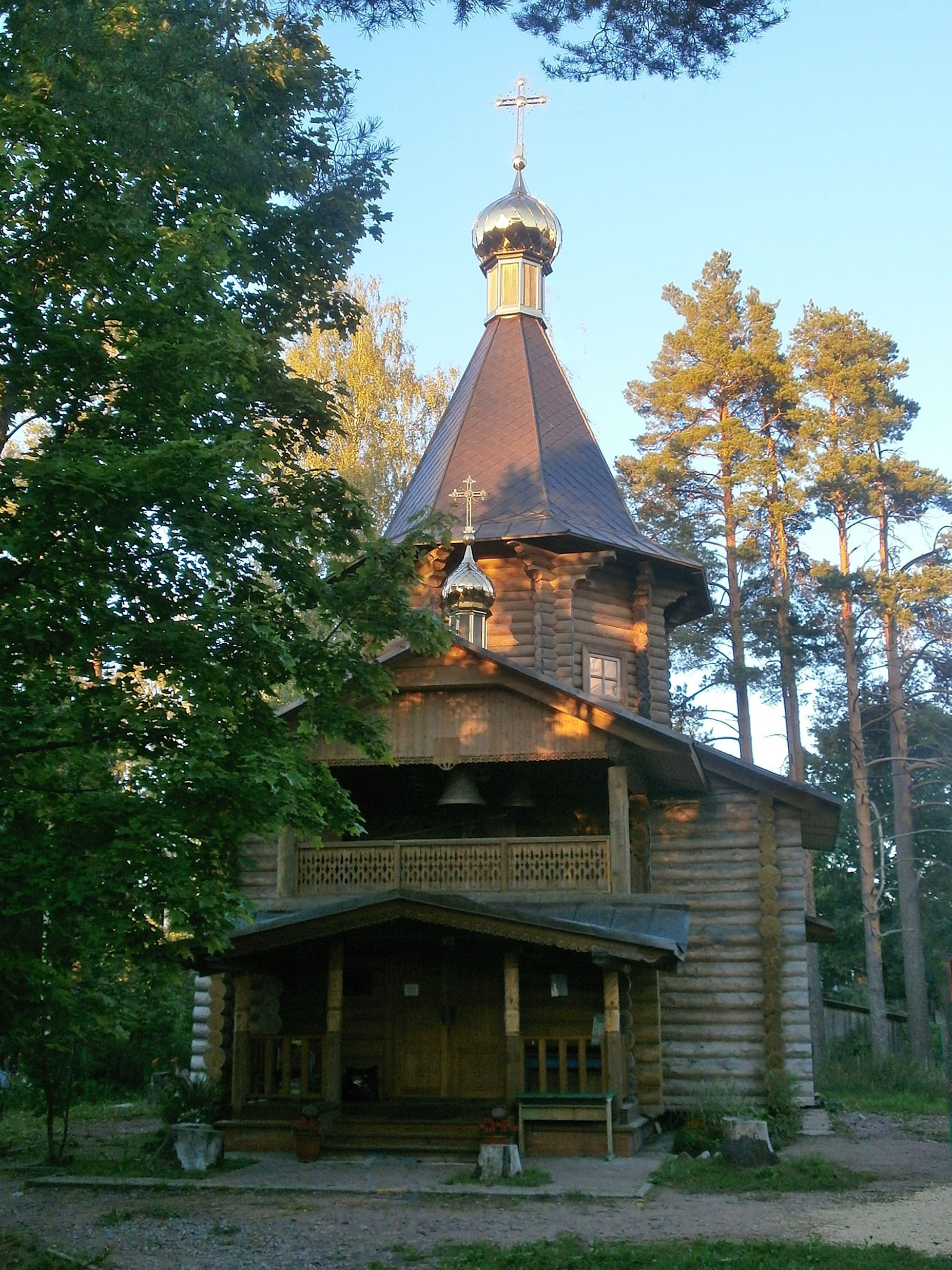
Церковь Святителя Николая
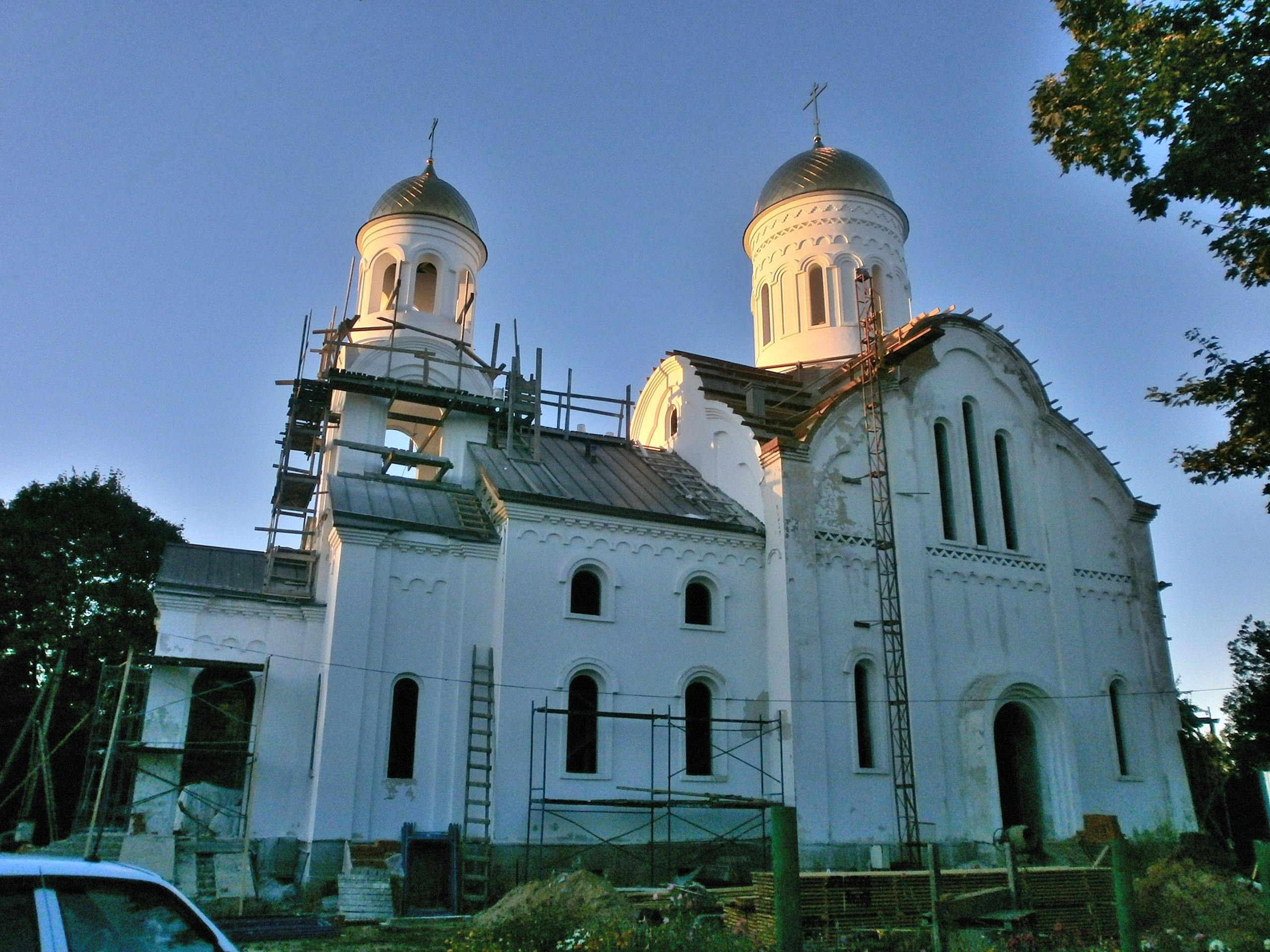
Строительство храма Петра и Павла, август 2023

## Инфраструктура
- Продовольственные магазины
- Фельдшерско-акушерский пункт
- Библиотека
- Отделение почтовой связи

На 2014 год в посёлке было учтено 378 домохозяйств.

## Транспорт

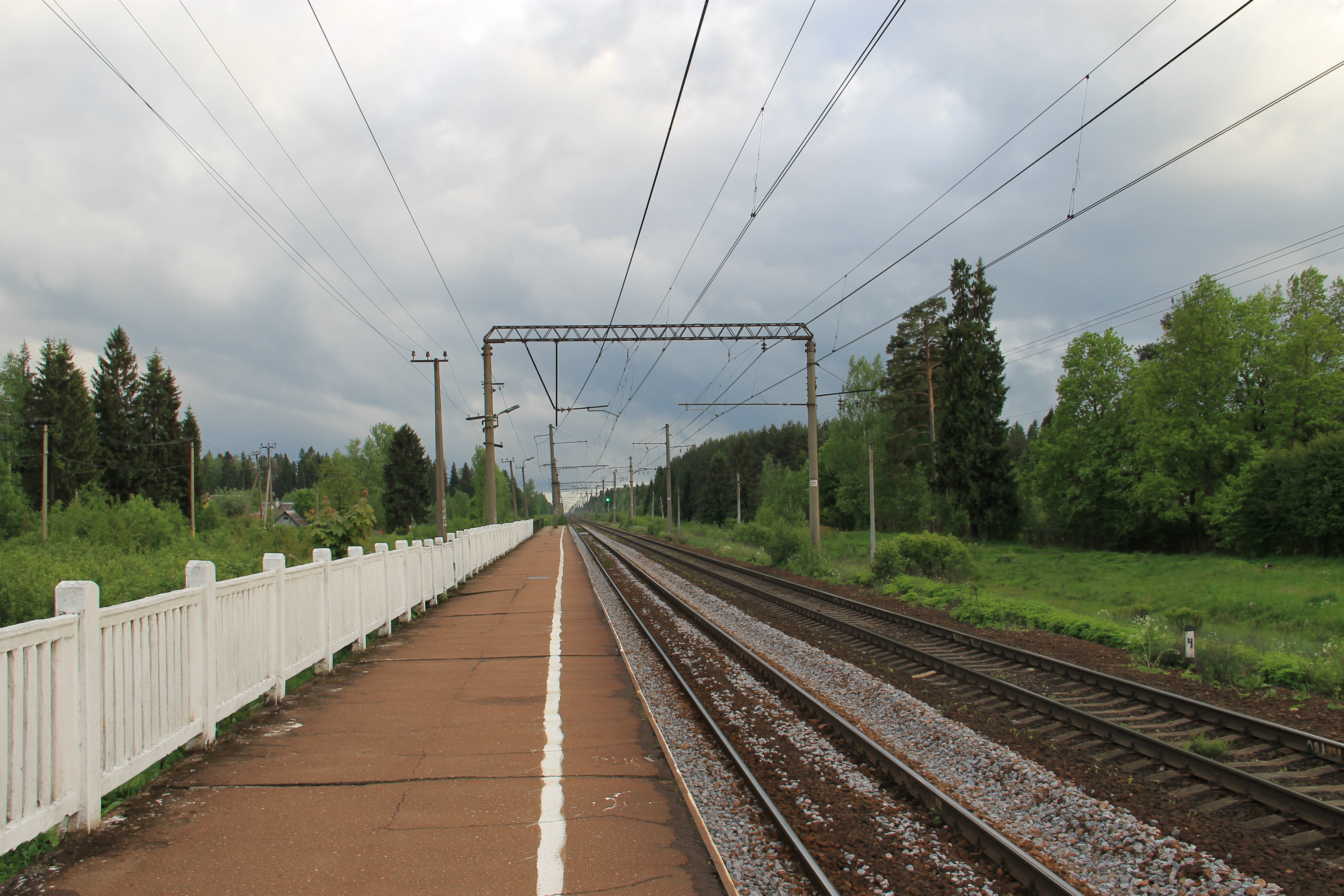
платформа Карташевская

В посёлке находится платформа Карташевская железной дороги Санкт-Петербург — Луга, по которой осуществляется пассажирское сообщение пригородными электропоездами.
К востоку от посёлка проходит автодорога 41К-100 (Гатчина — Куровицы).
В посёлке есть автобусная остановка (к востоку от железнодорожной платформы), у которой останавливается часть рейсов пригородных маршрутов № 151 Гатчина — Сиверский и № 534 Гатчина — Вырица.

## Улицы
1-й тупик, 2-й тупик, 62-й км, Аксакова, Будённого, Гоголя, Горького, Дачная, Декабристов, Железнодорожная, Железнодорожный переулок, Зелёная, Кирова, Клубная, Красная, Лесная, Меньковская, Некрасова, Некрасовский переулок, Новая, Новый проезд, Октябрьская, Парковая, Печковского, Пионерская, Победы, Почтовый переулок, Правды, Пролетарская, Пушкинская, Пушкинский переулок, 1-й Пушкинский переулок, 2-й Пушкинский переулок, Пушкинский 3-й переулок, Руновская, Руновский переулок, Садовая, Советская, Средний проспект, Стрелкин переулок, Стрелкина, Труда, Шварца, Школьный переулок, Юбилейная.